# Henri de Baillet-Latour
il Conte Henri de Baillet-Latour (Bruxelles, 1º marzo 1876 – Ixelles, 6 gennaio 1942) è stato un dirigente sportivo belga.
I suoi genitori, entrambi aristocratici, erano il conte Ferdinand de Baillet-Latour, ex governatore di Anversa, e la contessa Caroline d'Oultremont de Duras.
Ha ricoperto la carica di presidente del Comitato Olimpico Internazionale dal 1925 al 1942.
Divenuto membro del CIO nel 1903, è stato uno dei fondatori del Comitato Olimpico Belga. Fu tra i principali organizzatori delle Olimpiadi di Anversa nel 1920.
De Baillet-Latour è stato eletto presidente del CIO nel 1925, succedendo così al barone Pierre de Coubertin. Ha guidato il CIO per diciassette anni, cioè fino alla sua morte avvenuta nel 1942. A lui è succeduto lo svedese Sigfrid Edström.